# دبورا بلوخ
دبورا بلوخ (زاده ۲۹ مه ۱۹۶۳) یک هنرپیشه اهل برزیل است. بلوخ در بلو هوریزونته، میناس گرایس به دنیا آمد. او دختر یوناس بلوخ و از نوادگان مهاجران یهودی اوکراینی است. از سال ۱۹۸۷ تا ۱۹۸۹ با کارگردان و عکاس ادگار مورا پیوند زناشویی داشت و از سال ۱۹۹۱ تا ۲۰۰۶ با سرآشپز و تاجر فرانسوی اولیویه آنکوئیه ازدواج کرد. این زوج با هم صاحب دو فرزند شدند که در ریودوژانیرو به دنیا آمدند. از ابتدای سال ۲۰۱۸ این بازیگر با همسرش، تهیه‌کننده پرتغالی ژائو نونو مارتینز در آپارتمان خود در جنوب ریو زندگی می‌کند.